# 小行星7564
小行星7564（7564 Gokumenon）是一颗绕太阳运转的小行星，为主小行星带小行星。该小行星于1988年2月发现。

## 轨道参数
小行星7564的轨道半长轴为413 503 032 km（2.7640577 UA），离心率为0.204。